# Noueilles
Noueilles (okzitanisch: Navelhas) ist eine französische Gemeinde mit 389 Einwohnern (Stand: 1. Januar 2022) im Département Haute-Garonne in der Region Okzitanien (vor 2016 Midi-Pyrénées). Sie gehört zum Arrondissement Toulouse und zum Kanton Escalquens. Die Einwohner werden Noueillois genannt.

## Geographie
Noueilles liegt an der Aïse, etwa 21 Kilometer südsüdöstlich von Toulouse in der Landschaft Lauragais. Umgeben wird Noueilles von den Nachbargemeinden Issus im Westen und Norden, Pouze im Norden und Nordosten, Saint-Léon im Osten sowie Auragne im Süden.

## Bevölkerungsentwicklung
| Jahr                       | 1962 | 1968 | 1975 | 1982 | 1990 | 1999 | 2010 | 2020 |
| Einwohner                  | 127  | 108  | 131  | 129  | 168  | 234  | 335  | 389  |
| Quellen: Cassini und INSEE |      |      |      |      |      |      |      |      |

## Sehenswürdigkeiten

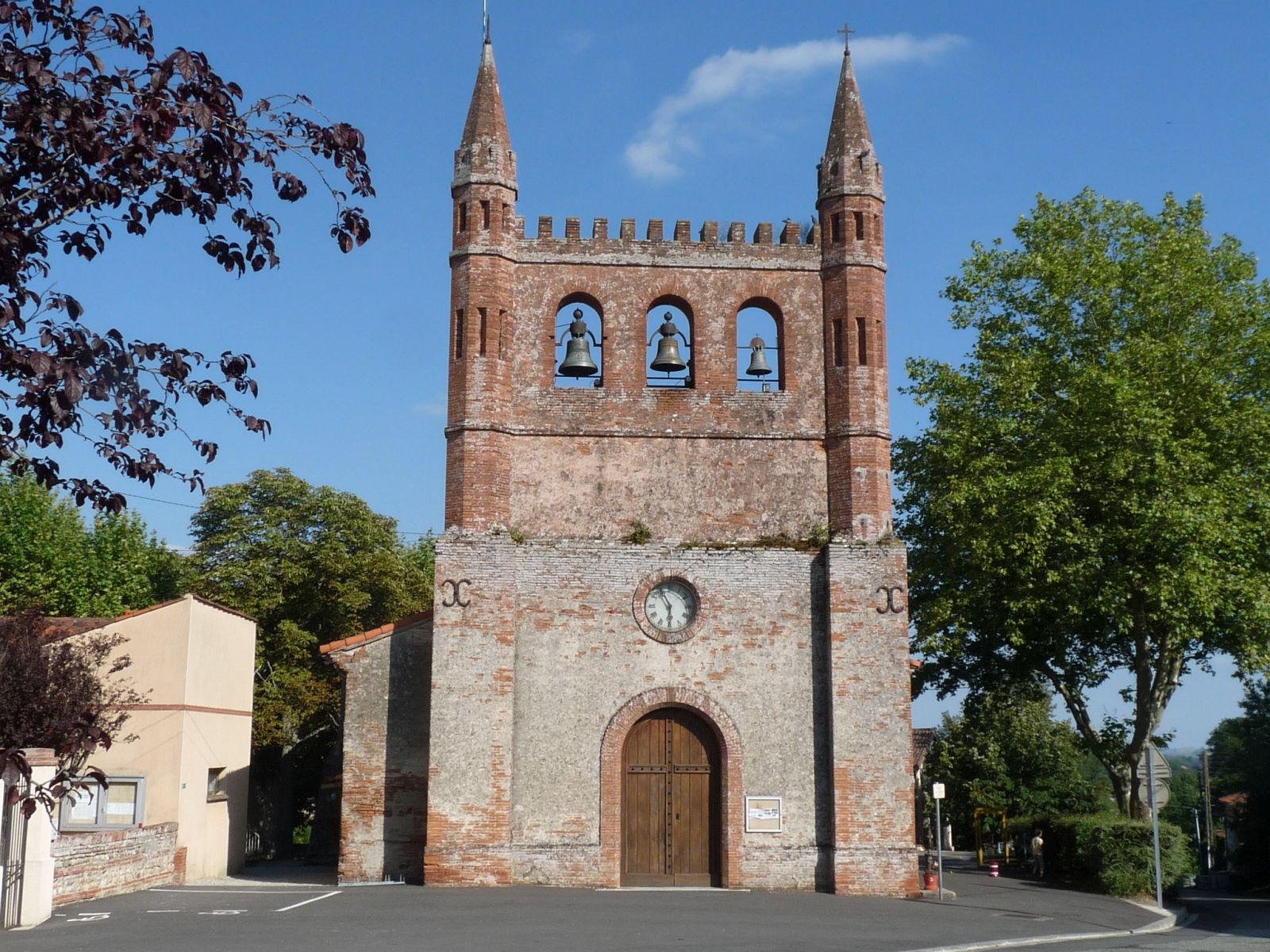
Kirche Saint-Pierre

- Kirche Saint-Pierre
- Schloss Grèzes
- Wasserturm